# Pathogenese
De pathogenese betekent in de geneeskunde het meestal stapsgewijze ontstaan, ontwikkelen en verloop van een aandoening of ziekte.